# Le Mesnil-Amand
Le Mesnil-Amand ist eine Ortschaft und eine ehemalige französische Gemeinde mit 183 Einwohnern (Stand 1. Januar 2022) im Département Manche in der Region Normandie. Sie gehörte zum Arrondissement Coutances und zum Kanton Quettreville-sur-Sienne.
Mit Wirkung vom 1. Januar 2019 wurden die ehemaligen Gemeinden Gavray, Le Mesnil-Amand, Le Mesnil-Rogues und Sourdeval-les-Bois zur Commune nouvelle Gavray-sur-Sienne zusammengelegt und haben in der neuen Gemeinde den Status einer Commune déléguée. Der Verwaltungssitz befindet sich im Ort Gavray.

## Lage
Nachbarorte sind Lengronne im Nordwesten, Saint-Denis-le-Gast und La Baleine im Norden, Hambye im Nordosten, Percy-en-Normandie im Osten, Montaigu-les-Bois im Südosten, Le Mesnil-Villeman im Süden, Beauchamps und Équilly im Südwesten und La Meurdraquière und Ver im Westen.

## Bevölkerungsentwicklung
| Jahr      | 1962 | 1968 | 1975 | 1982 | 1990 | 1999 | 2008 | 2015 |
| --------- | ---- | ---- | ---- | ---- | ---- | ---- | ---- | ---- |
| Einwohner | 230  | 207  | 178  | 164  | 158  | 145  | 156  | 174  |

## Sehenswürdigkeiten

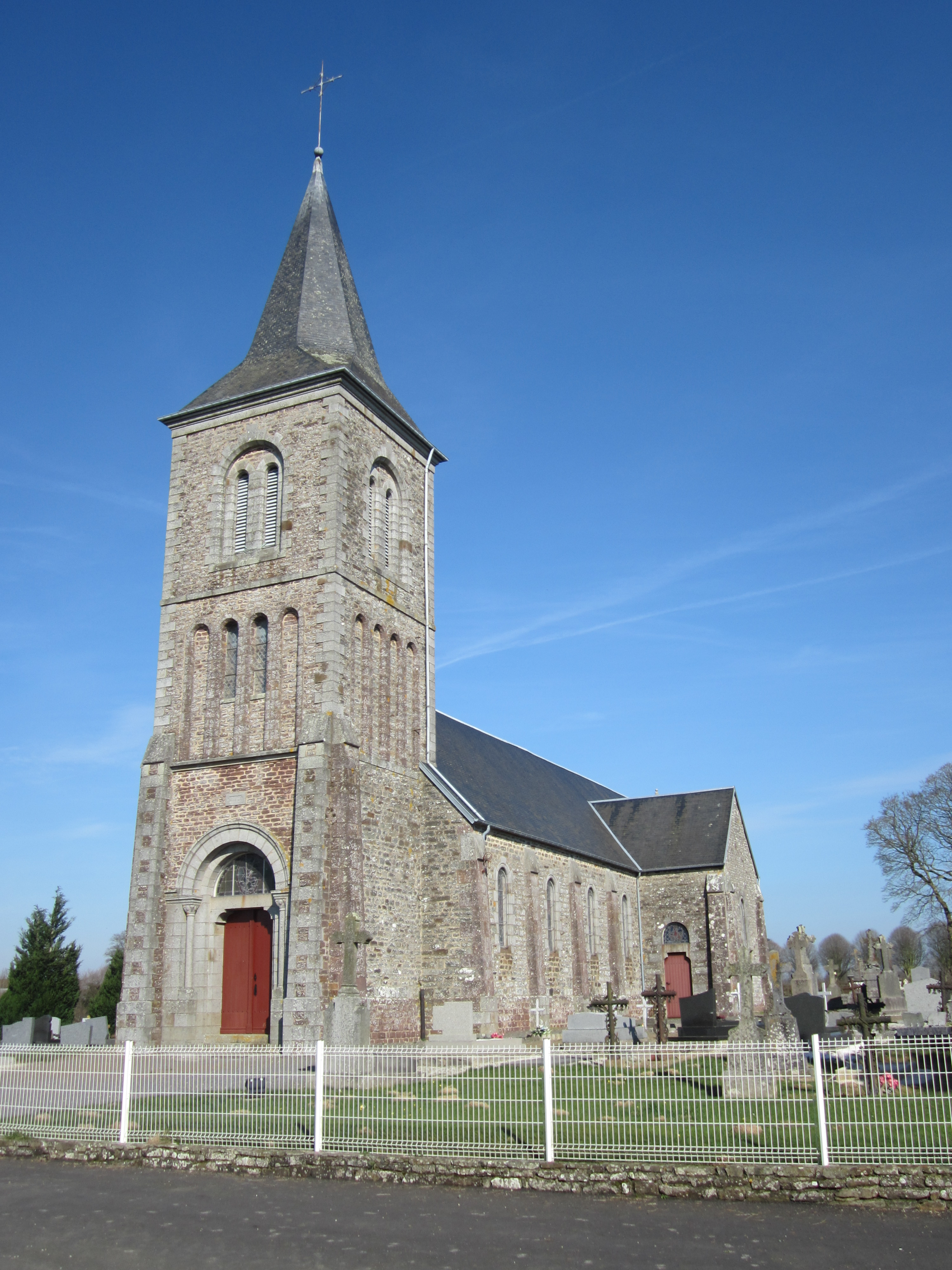
Kirche Saint-Pierre

- Kirche Saint-Pierre